# Schützenbach (Furtwangen im Schwarzwald)

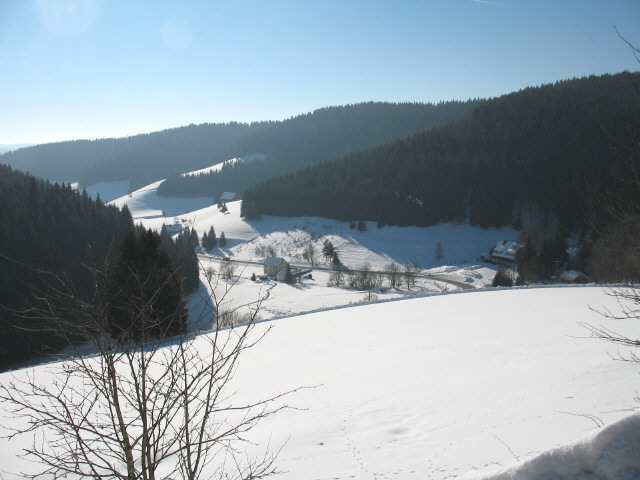
Blick auf Schützenbach

Schützenbach ist ein aus mehreren Streusiedlungen bestehender Stadtteil im nordnordöstlichen Furtwangen im Schwarzwald, der sich aus den beiden Teilen Vorderschützenbach 48° 4′ N, 8° 13′ O und Hinterschützenbach 48° 5′ N, 8° 12′ O zusammensetzt. Regionale Bekanntheit hat der auf etwa 1.000 m ü. NN gelegene Ort durch seine Fleisch- und Wurstwarenspezialitäten.

## Geschichte
Die Einwohner Schützenbachs legten im Laufe ihrer Geschichte traditionell großen Wert auf ihre Autonomie. Im Jahr 1829 stellten die Schützenbacher Bauern einen offiziellen Antrag auf Gründung einer eigenständigen Gemeinde, da sie die Kommunalpolitik Furtwangens nicht länger tragen wollten – von geplanten Maßnahmen wie dem Rathausneubau oder der Beantragung des Stadtrechts versprachen sie sich keine Vorteile, sondern nur steigende Kosten. Der Antrag wurde jedoch abgelehnt.

## Nahverkehr
- Bushaltestellen der Linien 7268 und 7270 des Verkehrsverbunds Schwarzwald-Baar[2]